# If Matches Struck
If Matches Struck è un cortometraggio muto del 1922 scritto e diretto da Gaston Quiribet.

## Produzione
Il film fu prodotto dalla Hepworth.

## Distribuzione
Distribuito dalla Hepworth, il film - un cortometraggio di 259 metri - uscì nelle sale cinematografiche britanniche nel dicembre 1922. L'Arrow Film Corporation lo distribuì negli Stati Uniti il 24 settembre 1924.